# Lijst van beschermd erfgoed in Lobbes
Onderstaande tabel geeft een overzicht van de beschermde erfgoederen in de gemeente Lobbes. Het beschermd erfgoed maakt deel uit van het cultureel erfgoed in België.
| Object | Bouwjaar/architect | Deelgemeente | Adres             | Coördinaten                   | Nummer?                | Afbeelding |
| --- | ------------------ | ------------ | ----------------- | ----------------------------- | ---------------------- | --- |
| Sint-Ursmaruskerk |                    |              |                   | 50° 20' 47" NB, 4° 15' 58" OL | 56044-CLT-0001-01 Info | Sint-Ursmaruskerk |
| Prés du Sart, Forge de Grignard |                    |              |                   | 50° 19' 53" NB, 4° 13' 32" OL | 56044-CLT-0003-01 Info | |
| Bosgebied van Bois à Tourettes en langs de rue du Moulin du Bois.                                                                              |                    |              |                   | 50° 20' 58" NB, 4° 15' 21" OL | 56044-CLT-0004-01 Info | |
| De portelette en de buitenste muren van vijftig meter uit elkaar en het ensemble gevormd door de Portelette, de muren en het omliggende gebied |                    |              | rue de Binche n°2 | 50° 20' 59" NB, 4° 15' 31" OL | 56044-CLT-0006-01 Info | De portelette en de buitenste muren van vijftig meter uit elkaar en het ensemble gevormd door de Portelette, de muren en het omliggende gebied |
| Ensemble van de kerk Saint-Ursmer, uitgezonderd het orgel, de toren van het kruis en het westportaal                                           |                    |              |                   | 50° 20' 47" NB, 4° 15' 58" OL | 56044-PEX-0001-01 Info | Ensemble van de kerk Saint-Ursmer, uitgezonderd het orgel, de toren van het kruis en het westportaal                                           |